# R. J. Cole
R. J. Cole (n. Jersey City (Nueva Jersey)); 24 de agosto de 1999) es un jugador de baloncesto con nacionalidad estadounidense. Con 1,85 metros de altura juega en la posición de base. Actualmente forma parte de la plantilla del Lavrio B.C. de la A1 Ethniki.

## Trayectoria
Es un jugador natural de Jersey City (Nueva Jersey), formado en la St. Anthony High School de su ciudad natal, antes de ingresar en 2017 en la Universidad Howard, situada en Washington D. C., donde jugaría dos temporadas la NCAA con los UConn Huskies desde 2020 a 2022. 
Tras una temporada en blanco por cambiar de universidad, en 2020 forma parte de la Universidad de Connecticut, para jugar la NCAA durante dos temporadas con los UConn Huskies.
Tras no ser drafteado en 2022, en julio de 2022, disputaría la Liga de Verano de la NBA con Los Angeles Lakers.
El 23 de julio de 2022, firma con Lavrio B.C. de la A1 Ethniki.